# Magdalena Soszyńska
Magdalena Hillar, z domu Soszyńska, primo voto Michno (ur. 23 lutego 1983 w Gdańsku) – polska tancerka.

## Życiorys
Trenowanie tańca towarzyskiego zaczęła w wieku ośmiu lat. Zawodowo tańczyła z Marcinem Hakielem (2000–2005) i Rafałem Maserakiem (2006–2007). Jest finalistką Mistrzostw Polski, Europy i Świata, m.in. zajęła piąte miejsce na Pucharze Europy. Reprezentuje najwyższą międzynarodową klasę „S” w tańcach latynoamerykańskich i „A” w standardowych.
W latach 2005–2011 występowała jako trenerka tańca w programie rozrywkowym TVN Taniec z gwiazdami. Jej partnerami tanecznymi byli aktorzy: Andrzej Nejman, Rafał Cieszyński, Wojciech Majchrzak oraz Sambor Czarnota, konferansjer Conrado Moreno, satyryk Rafał Bryndal, strongman Mariusz Pudzianowski, judoka Paweł Nastula, żeglarz Przemysław Miarczyński, bokser Andrzej Gołota i piosenkarz Stanisław Karpiel-Bułecka. W latach 2014–2016 była trenerką tańca w programie Polsatu Dancing with the Stars. Taniec z gwiazdami. Partnerowała aktorom: Jackowi Rozenkowi i Łukaszowi Garlickiemu, piosenkarzom: Sławomirowi Uniatowskiemu i Andrzejowi Krzywemu oraz podróżnikowi Janowi Meli.
| Udział Magdaleny Soszyńskiej w programach z serii Taniec z gwiazdami | Udział Magdaleny Soszyńskiej w programach z serii Taniec z gwiazdami | Udział Magdaleny Soszyńskiej w programach z serii Taniec z gwiazdami | Udział Magdaleny Soszyńskiej w programach z serii Taniec z gwiazdami | Udział Magdaleny Soszyńskiej w programach z serii Taniec z gwiazdami | Udział Magdaleny Soszyńskiej w programach z serii Taniec z gwiazdami | Udział Magdaleny Soszyńskiej w programach z serii Taniec z gwiazdami |
| Rok                                                                  | Program                                                              | Stacja                                                               | Edycja                                                               | Partner                                                              | Wynik                                                                |                                                                      |
| -------------------------------------------------------------------- | -------------------------------------------------------------------- | -------------------------------------------------------------------- | -------------------------------------------------------------------- | -------------------------------------------------------------------- | -------------------------------------------------------------------- | -------------------------------------------------------------------- |
| 2005                                                                 | Taniec z gwiazdami                                                   | TVN                                                                  | Pierwsza                                                             | Andrzej Nejman                                                       | 3. miejsce                                                           |                                                                      |
| 2005                                                                 | Taniec z gwiazdami                                                   | TVN                                                                  | Druga                                                                | Conrado Moreno                                                       | 6. miejsce                                                           |                                                                      |
| 2006                                                                 | Taniec z gwiazdami                                                   | TVN                                                                  | Trzecia                                                              | Rafał Cieszyński                                                     | 8. miejsce                                                           |                                                                      |
| 2007                                                                 | Taniec z gwiazdami                                                   | TVN                                                                  | Piąta                                                                | Wojciech Majchrzak                                                   | 10. miejsce                                                          |                                                                      |
| 2007                                                                 | Taniec z gwiazdami                                                   | TVN                                                                  | Szósta                                                               | Rafał Bryndal                                                        | 4. miejsce                                                           |                                                                      |
| 2008                                                                 | Taniec z gwiazdami                                                   | TVN                                                                  | Siódma                                                               | Mariusz Pudzianowski                                                 | 2. miejsce                                                           |                                                                      |
| 2008                                                                 | Taniec z gwiazdami                                                   | TVN                                                                  | Ósma                                                                 | Sambor Czarnota                                                      | 9. miejsce                                                           |                                                                      |
| 2009                                                                 | Taniec z gwiazdami                                                   | TVN                                                                  | Dziewiąta                                                            | Paweł Nastula                                                        | 6. miejsce                                                           |                                                                      |
| 2010                                                                 | Taniec z gwiazdami                                                   | TVN                                                                  | Jedenasta                                                            | Przemysław Miarczyński                                               | 12. miejsce                                                          |                                                                      |
| 2010                                                                 | Taniec z gwiazdami                                                   | TVN                                                                  | Dwunasta                                                             | Andrzej Gołota                                                       | 5. miejsce                                                           |                                                                      |
| 2011                                                                 | Taniec z gwiazdami                                                   | TVN                                                                  | Trzynasta                                                            | Stanisław Karpiel-Bułecka                                            | 11. miejsce                                                          |                                                                      |
| 2014                                                                 | Dancing with the Stars. Taniec z gwiazdami                           | Polsat                                                               | Pierwsza                                                             | Jacek Rozenek                                                        | 6. miejsce                                                           |                                                                      |
| 2014                                                                 | Dancing with the Stars. Taniec z gwiazdami                           | Polsat                                                               | Druga                                                                | Jan Mela                                                             | 5. miejsce                                                           |                                                                      |
| 2015                                                                 | Dancing with the Stars. Taniec z gwiazdami                           | Polsat                                                               | Trzecia                                                              | Łukasz Garlicki                                                      | 8. miejsce                                                           |                                                                      |
| 2015                                                                 | Dancing with the Stars. Taniec z gwiazdami                           | Polsat                                                               | Czwarta                                                              | Sławek Uniatowski                                                    | 11. miejsce                                                          |                                                                      |
| 2016                                                                 | Dancing with the Stars. Taniec z gwiazdami                           | Polsat                                                               | Piąta                                                                | Andrzej Krzywy                                                       | 11. miejsce                                                          |                                                                      |

W lipcu 2016 zapowiedziała rezygnację z udziału w kolejnych edycjach Tańca z gwiazdami, tłumacząc decyzję przeprowadzką do Gdańska, gdzie niedługo później otworzyła szkołę tańca „Soszyńska Dance Academy”.

## Życie prywatne
Studiowała na Wydziale Rehabilitacji Akademii Wychowania Fizycznego w Warszawie.
W latach 2007–2016 była żoną tancerza i choreografa Pawła Michny, z którym ma syna Juliana (ur. 2009). Od 23 maja 2019 jest żoną Krzysztofa Hillara, z którym ma córkę Amelię (ur. 2017).